# Juan Cotto
Juan E. Coto (Suchitoto, 8 de enero de 1900 – México, D. F., 24 de enero de 1938) fue un poeta y periodista salvadoreño.

Cotto vivió en Guatemala y México donde pudo  relacionarse con intelectuales de la talla de José Santos Chocano, José Vasconcelos, Antonio Caso, Ramón del Valle Inclán, y el pianista Salvador Ordóñez. A los veintiséis años, mientras se encontraba en México, hizo una disertación de Beethoven en la inauguración  de un monumento en memoria del músico frente al Palacio de Bellas Artes. 
En los años de la gran depresión,  sufrió muchas penurias económicas y vivió bajo el mecenazgo  de importantes personalidades de la época, aunque logró trabajar en la Secretaría Mexicana de Instrucción Pública y la legación salvadoreña en México. Fue colaborador de semanarios e incluso vendió enciclopedias. También realizó viajes  en algunas partes del Caribe e impartió charlas literarias  en la Universidad de Columbia.                                         
Fue nombrado representante de la UNAM ante la Universidad de El Salvador, pero cuando retornó a su país no tuvo una buena acogida debido a una serie de difamaciones en su contra. Hombre apreciado por quienes le trataban, Manuel José Arce y Valladares escribió acerca de él : 

...rezumaba pulcritud. Conversador amenísimo, embelesaba a sus oyentes con no escaso caudal de cultura…Vimos cómo  en una tertulia conversaba en desenvuelto francés  con unas gráciles parisinas…

También Vasconcelos opinaba sobre su persona: 

En su intuición de gran poeta se conduce como en la vida, indiferente al éxito inmediato, lejos de toda injusticia, y atento nada más a los instantes únicos, sublimes, de la historia del alma.

Cotto murió de tuberculosis en la capital mexicana y fue  enterrado en el Panteón Civil. Años más tarde sus restos fueron repatriados a El Salvador.

## Obra
- Cantos de la Tierra Prometida, México D.F., 1940.

## Fragmento de su poesía
LA MANZANA

Dios no me lo ha prohibido.
ni siquiera
la serpiente del circo me ha mirado…
¡esta manzana me la como!

Peligra el paraíso
del nuevo Adán que viva entre nosotros
y guarde en el temor de esta manzana
el oculto sentido de su vida.

De CANTOS DE LA TIERRA PROMETIDA, México D.F., 1940.